# Brighton
Brighton (/ˈbraɪtən/) es una ciudad ubicada en la costa sur de Inglaterra a 73 km de London . Oficialmente se conoce como Brighton & Hove (formada por unión de las antiguas localidades de Brighton y Hove).
Conocido en la Antigüedad como Brighthelmston, Brighton data desde mucho antes de la creación del Libro Domesday. Emergió como centro turístico durante el siglo XVIII y se convirtió en un destino principal para viajeros después de la llegada del ferrocarril en 1841. Como consecuencia, Brighton experimentó un rápido crecimiento de la población alcanzando los 160 000 habitantes en 1961. Hoy en día, Brighton tiene una población de 156 000 personas, sin contar las periferias del poblado, que en conjunto alcanzan los 480 000 habitantes.
Brighton recibe un promedio de 8 millones de turistas al año y posee una sólida industria financiera, es también sede de dos universidades y una escuela de medicina. Brighton se encuentra aproximadamente a una hora en tren desde Londres.

## Historia

### Etimología
El nombre actual de Brighton proviene de la evolución de su nombre original en inglés antiguo de ‘Beorhthelmes tūn’ (La granja de Beorhthelmes). Otros nombres registrados a lo largo de su historia han sido Bristelmestune (1086), Brichtelmeston (1198), Brighthelmeston (1493) y Brighthelmston (1816). Su nombre actual data de apenas el siglo XIX.
El nombre moderno de la ciudad, Brighton, apareció por primera vez en 1660. En 1810 se convirtió en el nombre oficial de la ciudad.
Por otra parte, si se pregunta a los lugareños de la ciudad contarán la historia de que su nombre se debe a que Brighton es posiblemente una de las ciudades más soleadas de Reino Unido, entonces como allí siempre brilla el sol lo llamaron "Bright-on".

### 1300-1800

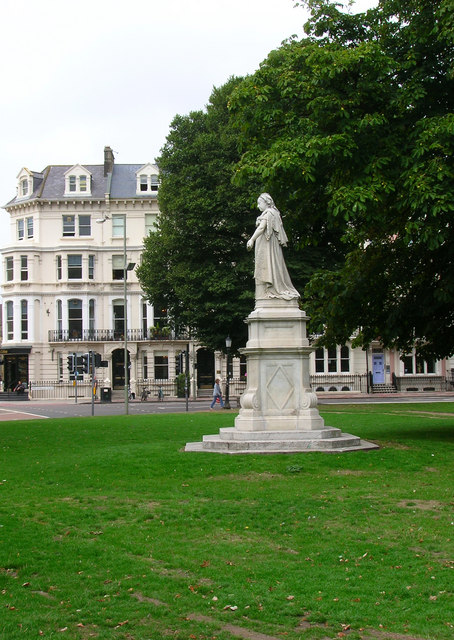
Estatua de la Reina Victoria en Victoria Gardens, parte de la Universidad de Brighton.

Brighton nació como un pueblo sajón. Los sajones conquistaron Sussex, en el siglo V d. C. Uno de ellos llamado Beorthelm era dueño de una granja (en Sajonia un tun) llamada tun Beorthelm, que, con el tiempo se convirtió en la ciudad de Brighton. Además de agricultores había también pescadores en el pueblo. Brighton está situado en el alto de un acantilado y las chozas de los pescadores estaban en este acantilado en la playa.
A Brighton, en 1313, se le dio una carta. En la Edad Media una carta es un documento de concesión a la gente del pueblo de determinados derechos.
Un mercado de pescado se llevaba a cabo a diario en la playa de Brighton. Había también un mercado de cerdos por semana y también un mercado semanal de maíz en Brighton, así como un mercado general que vendía todo tipo de bienes. Una vez al año había una feria en Brighton. (En la Edad Media una feria era como un mercado que se llevaba a cabo anualmente y que reunía a compradores y vendedores de un área amplia).
La primera fortificación en Brighton fue el Baluarte, que era una torre construida junto a la ciudad en 1497.
La existencia de Brighton fue registrada por primera vez en el libro Domesday, el primer censo oficial de Inglaterra, ejecutado bajo las órdenes del rey Guillermo I de Inglaterra; para aquel entonces la villa se llamaba Bristelmestune. En junio de 1514, Brighthelmeston fue asaltado y quemado por invasores franceses durante una guerra entre Inglaterra y Francia, sólo parte de la iglesia de San Nicolás y la zona conocida como The Lanes (Las Callejuelas) sobrevivieron. Brighthelmeston fue registrado en pintura por primera vez en 1545, a través de un cuadro que representa la escena de la invasión Francesa.
A mediados de 1700 fue cuando Brighton comenzó a cambiar de ser un sencillo pueblo pesquero a un pueblo balneario.
En la década de 1740 hubo creciente popularidad de las curas de las aguas del mar. (El doctor Richard Russell enviaba a sus pacientes a Brighton).
El Príncipe de Gales, Jorge IV visitó Brighton por primera vez en 1783, en parte por recomendación de sus médicos que pensaban que el agua de mar podía aliviar el hinchazón en las glándulas de su cuello.
A finales de 1780, la construcción de las terrazas Georgianas ya había empezado y el pequeño pueblo pesquero se convertía poco a poco en el cotizado centro turístico que es hoy en día. Durante la primera visita del rey Jorge IV, el regente se enamoró de la pequeña villa pesquera y ordenó la construcción de un palacio, conocido hoy en día como el Royal Pavilion (Pabellón Real). El Royal Pavilion se transformó -durante más de 35 años- de una simple casa de campo a un palacio espectacular.

### ElsigloXIX. La época de crecimiento
La llegada del ferrocarril en 1841 abrió las puertas a una nueva era de comercio turístico, la cercanía con Londres influyó enormemente y la población empezó a crecer poco a poco. Algunos de los iconos turísticos de Brighton fueron construidos durante la era Victoriana, incluyendo el Grand Hotel (1864), el West Pier (Muelle Oeste) en 1866 y el Palace Pier (Muelle del Palacio) en 1899.
La ciudad fue muy frecuentada por la gente rica, famosa y aristócrata. Consiguientemente, muchos hoteles y edificios fueron construidos frente al mar, por ejemplo: el Bedford Hotel (1829), el Grand Hotel (1864), el Metropole Hotel (1890).
El ferrocarril y la estación de Brighton se construyeron en 1840. Como consecuencia de ello, muchos visitantes de Londres comenzaron a visitar la ciudad, que se convirtió en una atracción turística.
En 1845, la Reina Victoria dejó su palacio en Brighton (el Pavilion) y se trasladó a la isla de Wight. El Pavilion fue vendido a “Brighton Company”, y desde entonces la ciudad es la propietaria del palacio.
A finales del siglo, se construyeron muchas iglesias, debido a una gran inversión del reverendo Arthur Douglas Wagner.
Una iglesia que se construyó en esta época es el Parish Church of St. Michael & All Angels, que contiene unos vitrales que fueron hechos por los hermanos Pre-Raphaelite.
En los años veinte del siglo XIX fue construido Kemp Town por un hombre llamado Thomas Kemp, y el pueblo de Preston se convirtió en parte de la ciudad.
Para celebrar el cincuentenario de la coronación de la reina Victoria, se edificó la torre del reloj. Muchos parques se formaron en este siglo. Por ejemplo, Preston Park fue abierto en 1874.

### ElsigloXX
Para la Primera Guerra Mundial el Royal Pavillion se usó como hospital militar por los soldados indios (1914-1916). ‘The Chattri’ es un monumento al soldado indio quien murió en el Pavillion y se inauguró en 1921.
En 1916 el Pavillion se convirtió en el ‘Pavillion General Hospital’ y admitió a 6085 pacientes. Más adelante, Brighton tuvo el primer hospital en Gran Bretaña en tratar la neurosis de guerra. El monumento al soldado caído de Brighton se inauguró en ‘Old Steine’ en 1922.
En los años treinta se demolieron los barrios bajos y se construyeron más edificios de apartamentos y las viviendas de protección oficial en "Whitehawk".
Durante la Segunda Guerra Mundial, están documentados hasta 56 bombardeos entre 1940 y 1944. El 14 de septiembre de 1940 se destruyeron el cine Odeon y Kemptown.

#### Brighton 1950-2000
Después de muchos cambios fronterizos entre 1873 y 1952, Brighton pasó de 7 km² a ocupar 58 km², absorbiendo así algunos de los pueblos a sus alrededores, incluyendo Moulsecoomb, Bevendean, Coldean y Whitehawk, todos parte de los suburbios de Brighton. La mayor expansión sucedió en 1928, año en el que se incorporaron los poblados de Patcham, Ovingdean y Rottingdean.
En los años cincuenta, se construyeron las viviendas de protección oficial y el polígono industrial en Hollingbury.
En los años sesenta se construyó Churchill Square y se expandió la University of Brighton. En 1961 se fundó la University of Sussex.
Como había muchos estudiantes, muchas de las casas adosadas del siglo XIX se convirtieron en pisos.
En 1984, el Ejército Republicano Irlandés Provisional realizó en el Grand Hotel de la ciudad, un atentado contra la primera ministra Margaret Thatcher y su gabinete. Sin embargo, tanto ella como su grupo de cercanos resultaron ilesos, cobrándose la vida de otras cinco personas, todas cercanas al Partido Conservador.
La Gran Tormenta de 1987 causó daños graves, por ejemplo al Royal Pavilion y a la iglesia de St Peter. Se destruyó The Level y The Steine y dañó muchos olmos.
En 1997, los poblados de Brighton y Hove fueron unidos por la reina Isabel II para formar la autoridad de Brighton & Hove.

## Puntos de interés

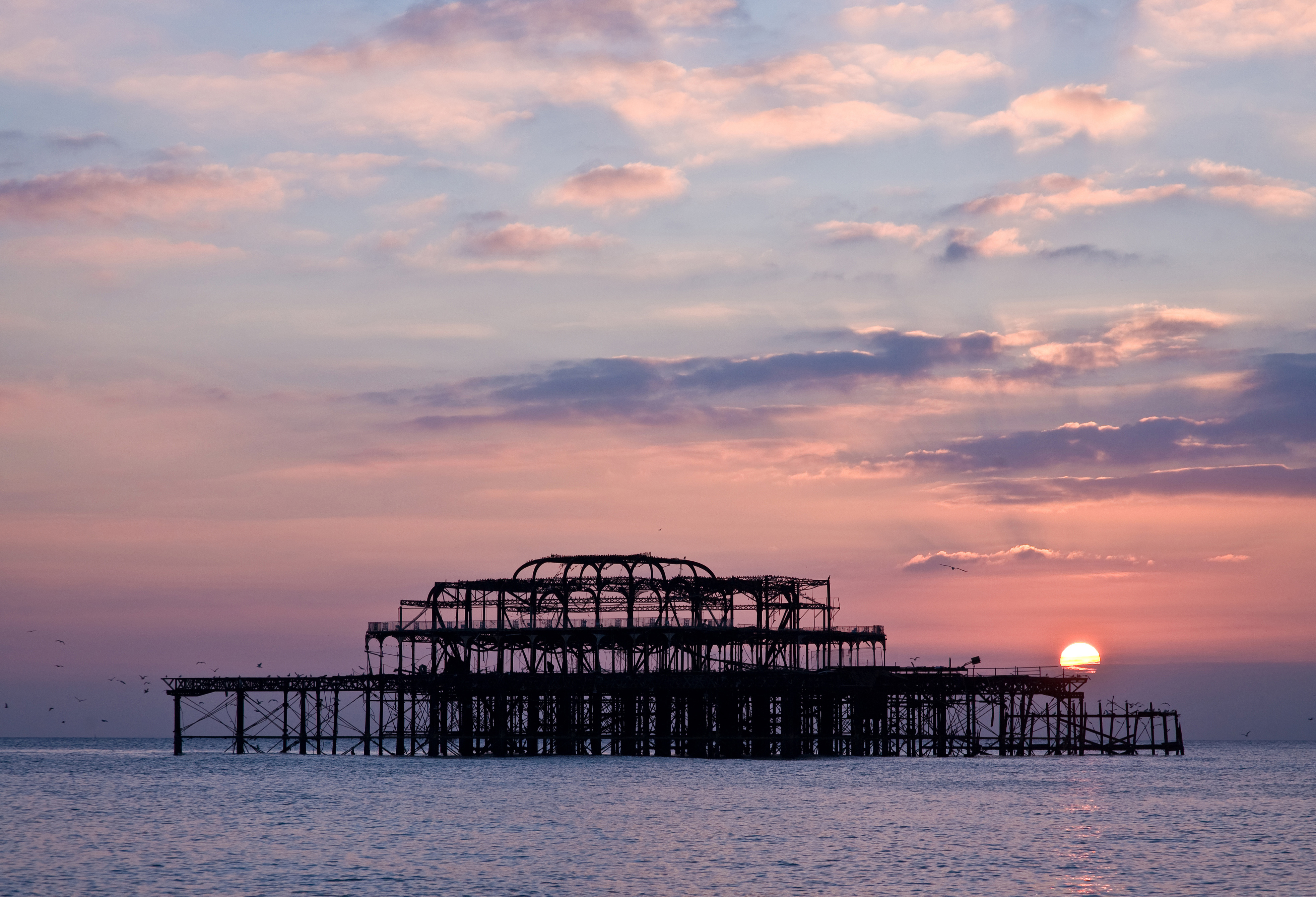
Restos del West Pier.

El Royal Pavilion (Pabellón Real), es una antigua residencia real construida por mandato del Príncipe Regente que más tarde se convertiría en el rey Jorge IV del Reino Unido. Jorge IV visitó por primera vez Brighton en 1786 y ordenó la construcción del palacio. Su interior es un cruce delirante de estilos asiáticos.
El Príncipe Regente, en 1786, alquiló Brighton House, una casa de campo. Este tipo de casa era muy popular a finales del siglo XVIII porque encajaba con la idea de romanticismo. Era una casa pequeña con vistas al mar.
En 1787 empezó a mejorar y agrandar la casa. Fue muy influido por la arquitectura francesa neo-clásica, esto era muy diferente a la idea de romanticismo. En aquellos tiempos estaba de moda para las personas ricas realizar un ‘gran viaje’ por Europa. El príncipe fue influido también por las ruinas de Roma e incorporó estas ideas de simetría, armonía y simplicidad. Con estas ideas construyó lo que fue el Marina Pavilion.
Entre 1802 y 1804 el interior fue decorado en el estilo llamado chinoiserie. Eso estaba muy de moda durante el siglo XVIII.
En 1803 se construyeron los establos. Ahora los establos son el Dome.
En 1815 el Marine Pavilion fue ampliado. El nuevo exterior fue influido por la estética india. Las obras finalizaron en 1823, y se convirtió en el Royal Pavilion.
El Brighton Pier (Muelle de Brighton) es uno de los muelles más antiguos y largos del mundo. Mide aproximadamente 524 metros. Su construcción comenzó en 1891 y fue abierto al público en mayo de 1899. Es también uno de los muelles más visitados del mundo.
El West Pier (Muelle Oeste) ya no es accesible desde la orilla debido a la caída de la pasarela que lo unía con la tierra. En 2003 la sala de conciertos del Muelle sufrió un incendio por causas desconocidas. En la actualidad, el muelle es prácticamente inexistente y sólo se puede ver el esqueleto de lo que alguna vez fue el muelle más famoso del mundo.
La i360 (Ojo 360) es una torre de observación de 183 metros que está situada junto al antiguo West Pier. La moderna torre fue diseñada por los mismos arquitectos del London Eye en Londres. Abrió sus puertas en el año 2015.

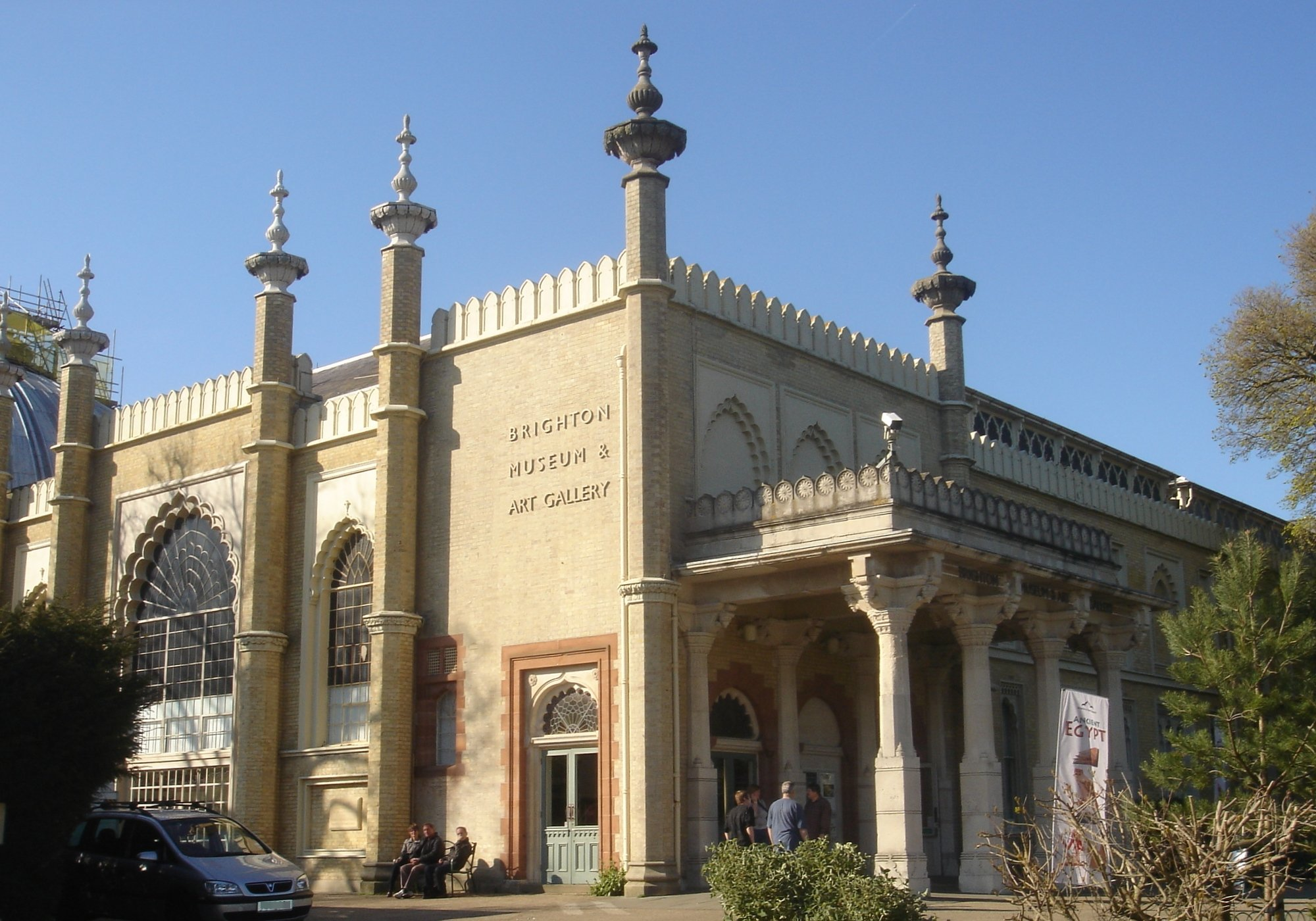
Museo y Galería de Arte de Brighton.

El Brighton Museum and Art Gallery (Museo y Galería de Arte de Brighton) está situado en el Cuartel Cultural junto al Pabellón Real, allí se exhiben diferentes tesoros del arte Británico y Europeo, así como también otras piezas provenientes de América y otros países.

### Iglesias y otros lugares de culto

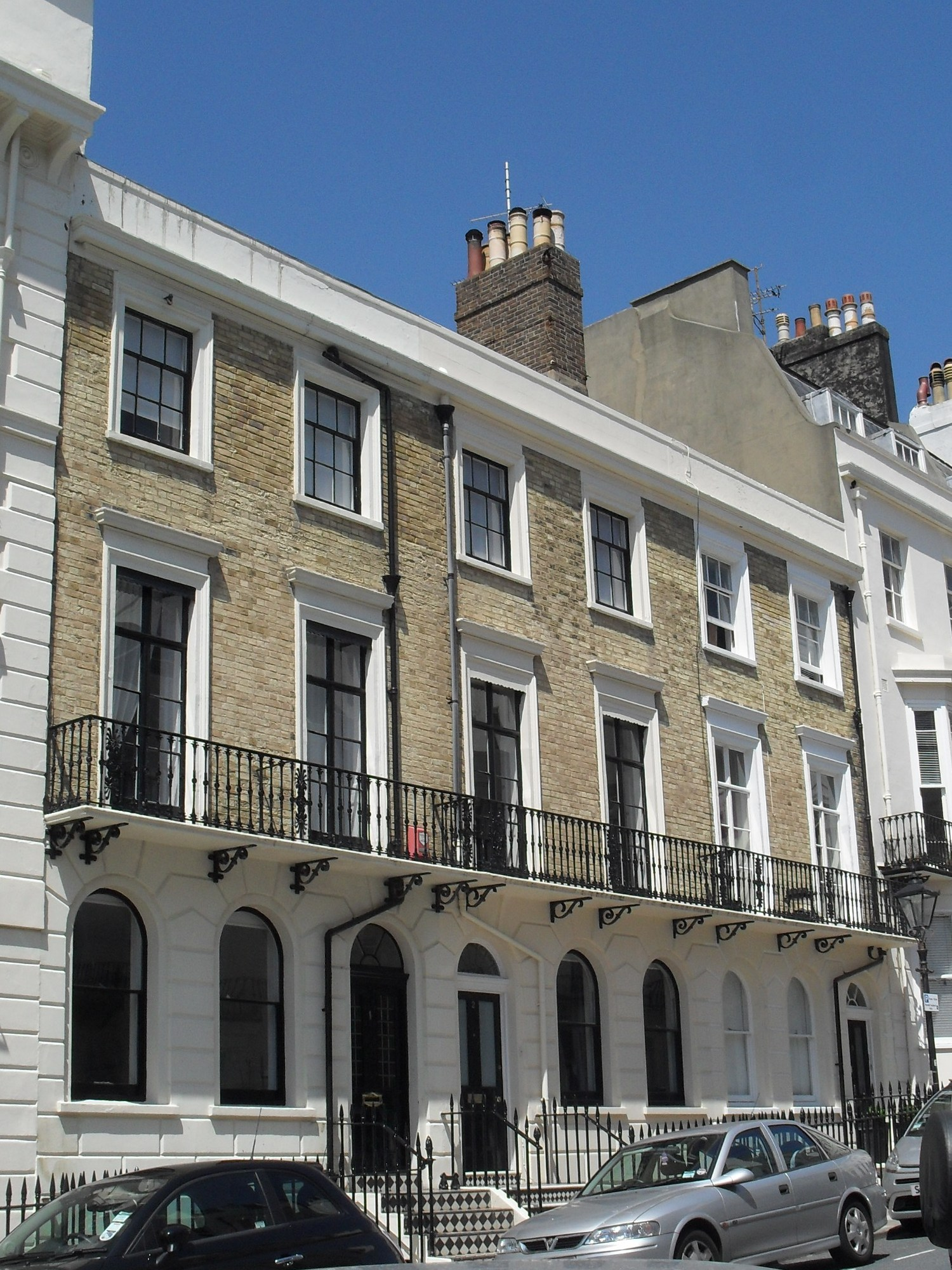
Típicas calles de Brighton.

La Iglesia de San Nicolás (St. Nicholas Church) data del siglo XI, es la edificación más antigua de Brighton. Otras iglesias importantes incluyen St. Bartholomew's y St. Peter's.
La Middle Street Synagogue (Sinagoga de la Calle Media) es considerada la segunda edificación histórica más importante de Brighton; se consagró en 1875 y fue el centro judío más importante del pueblo durante más de un siglo.
A pesar de tener un rico pasado religioso, Brighton figura como uno de los lugares menos religiosos de todo el Reino Unido, con un 27 % de sus habitantes no creyentes en ningún tipo de actividad religiosa. En la actualidad se estima que más del 50 % de la población no profesa ninguna religión.

## Playas
Cerca de la orilla del mar se encuentran una gran variedad de restaurantes, clubs, bares y otras atracciones. La playa de Brighton posee una pequeña sección nudista que se encuentra al sur del distrito de Kemptown. El resto de la costa está abierto a todo tipo de bañistas. A diferencia de la mayoría de las playas, la de Brighton no posee arena, sino que está formada por piedrecillas.

## Clima
| Parámetros climáticos promedio de Brighton | Parámetros climáticos promedio de Brighton | Parámetros climáticos promedio de Brighton | Parámetros climáticos promedio de Brighton | Parámetros climáticos promedio de Brighton | Parámetros climáticos promedio de Brighton | Parámetros climáticos promedio de Brighton | Parámetros climáticos promedio de Brighton | Parámetros climáticos promedio de Brighton | Parámetros climáticos promedio de Brighton | Parámetros climáticos promedio de Brighton | Parámetros climáticos promedio de Brighton | Parámetros climáticos promedio de Brighton | Parámetros climáticos promedio de Brighton |
| Mes                                        | Ene.                                       | Feb.                                       | Mar.                                       | Abr.                                       | May.                                       | Jun.                                       | Jul.                                       | Ago.                                       | Sep.                                       | Oct.                                       | Nov.                                       | Dic.                                       | Anual                                      |
| ------------------------------------------ | ------------------------------------------ | ------------------------------------------ | ------------------------------------------ | ------------------------------------------ | ------------------------------------------ | ------------------------------------------ | ------------------------------------------ | ------------------------------------------ | ------------------------------------------ | ------------------------------------------ | ------------------------------------------ | ------------------------------------------ | ------------------------------------------ |
| Temp. máx. media (°C)                      | 7.8                                        | 7.8                                        | 9.4                                        | 11.7                                       | 15.6                                       | 17.8                                       | 20                                         | 20.6                                       | 18.3                                       | 15                                         | 11.1                                       | 8.9                                        | 13.9                                       |
| Temp. mín. media (°C)                      | 3.3                                        | 3.3                                        | 4.4                                        | 6.1                                        | 8.9                                        | 11.7                                       | 14.4                                       | 14.4                                       | 12.2                                       | 9.4                                        | 6.1                                        | 4.4                                        | 8.3                                        |
| Precipitación total (mm)                   | 88                                         | 60                                         | 51                                         | 58                                         | 56                                         | 50                                         | 54                                         | 62                                         | 67                                         | 105                                        | 103                                        | 97                                         | 851                                        |
| Fuente: Met Office[cita requerida]         |                                            |                                            |                                            |                                            |                                            |                                            |                                            |                                            |                                            |                                            |                                            |                                            |                                            |

## Personas destacadas
- Escuela de Brighton, de fotógrafos y pioneros del cine.